# Trichoblatta nigra
Trichoblatta nigra är en kackerlacksart som först beskrevs av Tokuichi Shiraki 1906.  Trichoblatta nigra ingår i släktet Trichoblatta och familjen jättekackerlackor.
Artens utbredningsområde är Taiwan. Inga underarter finns listade i Catalogue of Life.